# Club Atlético Basáñez
El Club Atlético Basáñez es un club de fútbol uruguayo, fundado en el barrio de La Unión, pero también identificado y ubicado en el barrio de Malvín Norte de la ciudad de Montevideo. Fue fundado el 1 de abril de 1920. Actualmente compite en la Primera División Amateur, la tercera categoría del fútbol uruguayo.
Es uno de los pocos equipos afiliados a A.U.F. que posee estadio y sede social en terrenos propios del club.

## Historia
El Club Atlético Basáñez fue fundado el 1 de abril de 1920 en pleno barrio de La Unión con su estadio en el barrio Malvín Norte. Su nombre es en honor a Tomás Basáñez, terrateniente de gran influencia en la zona (también una calle del barrio Buceo lleva su nombre).
El club surge de la unión de dos equipos de la zona: Artigas y Volcán, dejando de lado la rivalidad que tenían entre ellos. Debido a que el Artigas era de camiseta color celeste y el Volcán de camiseta color rojo, los colores originales del C.A. Basáñez fueron celeste y rojo, modificándose posteriormente por los actuales negro y rojo. Hay dos versiones de este hecho: una que sería en referencia a la bandera anarquista (podría ser influencia de los anarquistas inmigrantes en este barrio obrero), otra versión menciona simplemente que a los fundadores no les convencía la combinación de celeste y rojo. 
La camiseta original era a rayas verticales rojas y negras, modificándose en 1942 a una camiseta a mitades.

### Inicios
Basáñez comenzó su actividad oficial en 1924, en la Divisional Tercera Extra. Equipos rivales de esas épocas fueron Cerro, Fénix, Misiones, Misterio, Independencia, Comercio y Maroñas entre otros. En 1927 el club  ascendió a Intermedia al ganar la final al club Belvedere por 3 a 0.
En 1928, en un encuentro con el extinto Washington F.C. se generó una trifulca generalizada que generó una suspensión de 20 años al club. Durante esa sanción Basáñez continuó su actividad deportiva en ligas de barrio, como en la Unión y Maroñas.

### Trayectoria por el ascenso profundo
Después de 20 años de suspensión, en 1948 el club se reafilió a la Asociación Uruguaya de Fútbol para participar en la Divisional Extra "B" (quinta categoría) y ese mismo año logra el ascenso a Divisional Extra "A" junto a Rentistas y el club Pablo Pérez. En 1954 Basáñez subió a la Intermedia (tercera categoría) y descendió en el 1956. En 1959 logró un nuevo ascenso al ganarle al club Fraternidad por 2 a 1, pero luego volvió a la Extra nuevamente. En 1972 es uno de los inauguradores de la nueva Primera Divisional "D" y es el campeón de su primera edición. Ya en 1979 aprovecha la reestructura de ese año de la Primera "C" (que otorgó 4 ascensos a la "B" ese año) y logra su primer ascenso al segundo escalón. Lo acompañaron Universidad Mayor, El Tanque y Oriental.

### 1980: Debut profesional
En 1980 participa por primera vez en la Divisional "B" (segunda categoría) siendo su primera vez como equipo profesional, su primer rival fue  Racing perdiendo 1-0 y su primera victoria fue en la segunda fecha frente a  Alto Perú por 3-2 quedando 7.º ese año, pero solamente logró permanecer 3 temporadas allí.
En 1989, con Miguel Ángel Piazza de entrenador, logra el título y el ascenso nuevamente a Primera B. La escalada de Basáñez se frenó temporalmente en 1992 cuando el club, que había obtenido por méritos deportivos el ascenso a Primera División con la dirección técnica de Miguel Ángel Puppo, perdió su lugar producto a una quita de 8 puntos --en sanción determinada por los tribunales de la A.U.F.-- debido a disturbios entre los aficionados y la Policía ocasionados en un encuentro ante Villa Teresa, incidentes en los cuales muere un hincha atropellado por un caballo de la policía.

### Campeonato de 1993, 1994:Debut y revelación en Primera
Tras el ascenso frustrado del año pasado, Basáñez volvió a terminar en la primera posición en el torneo de Segunda División con 13 victorias 8 empates y una sola derrota contra La Luz por 3-1 convirtiendo 35 goles y solo recibió 9, concretando el ansiado ascenso a Primera, nuevamente bajo la conducción de Miguel Ángel Puppo.
En su primer torneo, el Torneo Apertura de 1994, Basáñez fue el equipo "revelación", siendo líder en varios pasajes y finalizando en segunda posición. El recordado equipo base del Basáñez de 1994 era dirigido por Jorge Aude y formaba con: Pablo Fuentes; Blanco, Quevedo, Correa y Méndez; Pérez, Fernández, Molina y Arsenio Luzardo; Luis Romero y Aguerre. Basáñez finalizó sexto ese año, clasificando al Torneo Integración donde eliminó a Tabaré de Piriápolis, pero fue superado por Sud América en semifinales. Al año siguiente el Basa finalizó en la última posición provocando el descenso a pesar del colchón de puntos generados en la temporada anterior. Hasta el momento, esas dos campañas fueron las únicas del club en la máxima categoría del fútbol de Uruguay.

### Declive deportivo e institucional
Desde su descenso en la temporada 1995, Basáñez continuó siendo animador de la Segunda División Profesional. En el final de la década del 90 el equipo se situó generalmente en mitad de tabla pero sin pelear realmente los puestos de ascenso ni correr peligro de descender. Tras lograr el campeonato juvenil de cuarta división en el año 1999 muchos juveniles comenzaron a formar parte del plantel principal que realizaría buenas campañas en los primeros años de la década del 2000. Entre los juveniles que ascendieron al plantel de primera se encontraban Gabriel Vítola, Paolo Suárez, Jorge Barreto, Fernando "Ula" González. El club apostaría a la formación de futbolistas como una forma de sustentar económicamente las actividades deportivas.
En el año 2002 se realizan algunas obras en La Bombonera con el objetivo de mejorar el espectáculo que se brindaba para los partidos televisados de la segunda división. Se incluye cartelería detrás de una de las tribunas y comienza la construcción de una grada en la cabecera sur del estadio con la intención de poder ser locales allí en caso de lograr el ascenso a Primera División. Por dificultades económicas y tras perder dos ascensos consecutivos en los años 2004 y 2005 las obras se abandonan y la tribuna sur nunca termina de construirse. El club cae en una crisis económica por malos manejos y comienza a acumular deudas impagas temporada tras temporada.
Tras tres temporadas sin mucha trascendencia y un ascenso frustrado frente a Juventud de Las Piedras por penales, el club deja de competir en el año 2008 junto a La Luz, ambos por deudas impagas. Son desafiliados de la AUF y abandonan el campeonato de Segunda División Profesional hasta que cumplan con sus pagos.

### Regreso al amateurismo
Tras veinte años compitiendo de forma ininterrumpida en el fútbol profesional entre Primera y Segunda División, Basáñez vuelve a competir en AUF en el año 2009 en la Segunda División Amateur (tercera categoría), pero dicho año y tras vencer en la primera fecha del Apertura a Albion en un histórico 15 a 0, el club es impedido de competir nuevamente por las deudas que aún no había podido resarcir. De esa forma en esa misma temporada se da la mayor victoria en la historia del club, mientras la generación de juveniles que había conformado el plantel de dicho año quedó sin competir luego de iniciada la temporada. Para la temporada 2010-11, luego de abonar la deuda que le impedía competir, vuelve a participar en la Segunda División Amateur.

### Actualidad
Al regresar a la competencia en 2010, el equipo poco a poco fue recuperando el potencial deportivo: logra finalizar subcampeón en los años 2015 y 2016, coqueteando con el ascenso a Segunda División Profesional pero el regreso al profesionalismo es un objetivo sin cumplir desde entonces.

## Símbolos

### Escudo y bandera
Tanto el escudo como la bandera, se componen mayoritariamente por el color rojo y negro característicos del club. En ambos casos destaca la inscripción "Basáñez" en mayúscula, en la bandera de color blanco y centrado, y en el escudo de color negro y encima del mismo.

## Uniforme
- Uniforme titular: Camiseta roja y negra a mitades verticales, pantalón negro, medias negras.
- Uniforme alternativo: Camiseta blanca con vivos rojos y negros, pantalón blanco, medias blancas.

### Evolución del uniforme
La camiseta original era en 4 franjas verticales rojas y negras. A mediados de la década del 40, la camiseta se modificó a su diseño tradicional: a mitades rojas y negras, basándose en los diseños de Newell's Old Boys que se veían en las tapas de la Revista El Gráfico. La ubicación del color rojo y negro era variable, hasta estabilizarse a partir de la década de los 70 con la mitad roja en el lado izquierdo y la mitad negra en el derecho, al igual que en el escudo actual. El pantalón fue de color blanco hasta 1984 donde se empieza a utilizar el short de color negro. Curiosamente en los dos años más importantes de su historia, cuando el club jugó en Primera División, Basáñez no usó su uniforme tradicional si no un diseño particular de la empresa nanque, que contenía el torso negro y mangas rojas.
| 1924–1941 | 1942–aprox 1967 | aprox 1968-1982 | 1983-84 | 1985-86 | 1987-88 | 1989-1992 | 1993 | 1994-1995 | 1996-presente |  |

## Estadio
Todos los campos de juego que el Club fue teniendo a lo largo de su historia estuvieron situados en su barrio de origen. Fueron 5 hasta ahora : el primero ubicado en Camino Carrasco esquina 20 de febrero; el segundo en 20 de febrero y Cabrera; el tercero en Azara y Larravide; el cuarto en Santander y Rambla Costanera hasta llegar al quinto y actual estadio: denominado "La Bombonera", está ubicado en el corazón de Malvín Norte, frente a los edificios del complejo Euskal Erría. Tiene una capacidad para albergar 5.000 espectadores y fue inaugurado el 17 de octubre de 1981.

## Hinchada y rivalidades
La hinchada de Basáñez tiene fama de ser popular y de ser "pesada". Es mencionada en la canción de Jaime Roos: "Que el letrista no se olvide".
Que el letrista no se olvide de la hinchada del Basáñez / Esa que los periodistas titulan “parcialidad”
El clásico rival de Basáñez es Huracán Buceo, del vecino barrio Buceo. Por cuestiones geográficas, y porque las hinchadas de estos equipos también son populares, tiene rivalidad (a veces considerada "clásica") con Villa Española y con Platense. Otra rivalidad a considerar, generada por las constantes disputas deportivas que derivaron en incidentes fuera de la cancha, es con Villa Teresa.

## Datos del club
Datos actualizados para la temporada 2025 inclusive.
- Temporadas en Primera División: 2 (1994-1995)

- Temporadas en Segunda División: 20 (1980-1982 / 1990-1993 / 1996-2007/08)

- Temporadas en Tercera División: 36 (1955 / 1960-1964 / 1973-1979 / 1983-1989 / 2008/09 / 2010/11-Presente)

- Temporadas en Cuarta División: 18 (1949-1954 / 1956-1959 / 1965-1972)

- Temporadas en Quinta División: 1 (1948)

### Mayor goleada conseguida
| 26 de abril de 2009 | Basáñez | 15:0 (6:0) | Albion | La Bombonera, Montevideo |             |
|                     | Santiago Emiliano Camejo 6' · Adrián Aguilar 16', 41', 52' · Juan De Cuadro 20' · Schubert Acosta 28', 36', 54', 57' · Diego Machado 68', 80', 83' · Cristian Mauvezin 79' · Martín Bueno 85', 87' |            |        | Árbitro(s):              | Árbitro(s): |

## Jugadores
El club se ha categorizado por ser cuna de jugadores de renombre para el fútbol uruguayo especialmente durante los años 1990. Entre los futbolistas más reconocidos que vistieron la casaca rojinegra en los comienzos de su carrera deportiva se puede contar a Luis Alberto Romero, "Juanchi" González (2 años consecutivos goleador del Campeonato Uruguayo), Serafín García, Walter Pandiani y Richard "Chengue" Morales, entre otros tantos.

## Palmarés
| Competiciones Nacionales                                      | Títulos          | Subcampeonatos |
| ------------------------------------------------------------- | ---------------- | -------------- |
| Primera División de Uruguay Torneos Apertura y Clausura (0/1) |                  | 1994 A         |
| Segunda División Profesional (1)                              | 1993             |                |
| Tercera categoría de fútbol en Uruguay (1)                    | 1989             |                |
|                                                               |                  |                |
| Cuarta categoría de fútbol en Uruguay (2)                     | 1972 1D, 1959 DE |                |
|                                                               |                  |                |
|                                                               |                  |                |